# Witleke
Witleke war eine Kommende des Johanniterordens in der Wesermarsch, sie lag nordöstlich von Iffens im Kirchspiel Stollhamm.

## Geschichte

### Hof des Klosters Rastede
Von 1124 bis 1190 war der Hof Witlake – der Name bezeichnet eine Lake in der Wisch – eine Besitzung des Rasteder Klosters. Witlake bestand zu dieser Zeit aus mehreren Höfen in den sumpfigen Wischen, die auf einer Strecke von 1,7 km in Reihe standen. Zusammen bildeten sie eine wirtschaftliche Einheit. Die von ihnen bewirtschaftete Fläche betrug 180 bis 200 Hektar. Diese waren nicht in der Grundherrschaft des Klosters Rastede, aber mit dem Kirchenzehnten steuerpflichtig. Auf der weltlichen Ebene war Witleke als Bauerschaft organisiert, diese stellte aufgrund der Konsulatsverfassung einen von 16 Richtern des Gaues Rüstringen. Redolphus de Wiclece ist für das Jahr 1220 durch einen Vertrag zwischen Rüstringen und der Stadt Bremen als ein solcher Richter überliefert.

### Johanniterkommende Witleke
Über zehn schwere Sturmfluten kamen im Zeitraum von der Julianenflut 1164 – als das Jadegatt einbrach – bis 1270 über das Land. Sie schwächten die Höfe bedeutend. Aus diesem Grund verkaufte der Rasteder Abt Otto von Oldenburg die Ländereien. Wann genau die Höfe verkauft wurden, ist nicht bekannt. 1319 taucht Wyckleesen zum ersten Mal im Groninger Vergleich als Komtur der Johanniterkommende Steinfurt auf. Die Kommende Witleke fand ihr Ende im Jahr 1378, als die Oldenburger Grafen Konrad II. und Christian V. die Höfe verbrannten. Ob es sich um eine Fehde oder einen Raubzug handelte, ist nicht bekannt. Die Oldenburger fanden sich jedoch eingeschlossen, denn aufgrund der Sturmfluten befand sich Witleke in einer Insellage zwischen Jade, Heete und Weser. Hermann Hamelmann überliefert, dass der eingeschlossene Graf Christian gelobte, eine Kapelle in Oldenburg Johannes dem Täufer zu stiften, um sich aus dieser Situation zu befreien. Es ist zu vermuten, dass die steigende Flut den Grafen eingeschlossen haben könnte. Die Kommende wurde daraufhin in Richtung Süden verlegt, auf die andere Seite der Heete nach Inte, am Oberflauf der Ahne, die in die Weser floss.